# قرار مجلس الأمن التابع للأمم المتحدة رقم 723
قرار مجلس الأمن التابع للأمم المتحدة رقم 723، الذي اتخذ بالإجماع في 12 كانون الأول/ديسمبر 1991، وأشار إلى تقرير للأمين العام مفاده أن وجود قوة الأمم المتحدة لحفظ السلام في قبرص، نظرا للظروف القائمة، سيظل ضروريا من أجل تسوية سلمية. وطلب المجلس إلى الأمين العام أن يقدم تقريرا مرة أخرى قبل 31 أيار/مايو 1992، لمتابعة تنفيذ القرار.
وأكد المجلس من جديد قراراته السابقة، بما في ذلك القرار 365 (1974)، وأعرب عن قلقه إزاء الوضع، وحث الأطراف المعنية على العمل معا من أجل السلام ومرة أخرى مدد لتمركز القوات في قبرص، التي أنشئت في القرار 186 (1964)، حتى 15 يونيو 1992.
وفقا لممثلي النمسا وكندا لاحظ أن القرار 698 (1991) يتطلب تدابير جديدة لوضع القوة على "أساس مالي آمن"، ولكن من خلال اعتماد القرار الحالي، لم يتم وضع مثل هذه الخطة موضع التنفيذ. وبما أن الأعضاء الدائمين في المجلس يعارضون استخدام الاشتراكات المقررة لبعثة حفظ السلام، فقد أخفق المجلس بالتالي في الوفاء بتعهده الخاص في القرار 698.

## روابط خارجية
- نص القرار في undocs.org